# 蒂弗利毛爾山

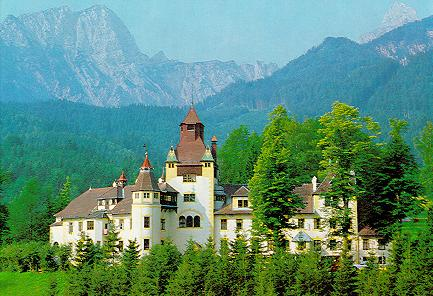

蒂弗利毛爾山（德語：Tieflimauer），是奧地利的山峰，位於該國東南部，由施泰爾馬克州負責管轄，屬於恩斯塔爾阿爾卑斯山脈的一部分，海拔高度1,820米，每年平均降雨量1,513毫米。